# Tricalysia lasiodelphys
Tricalysia lasiodelphys är en måreväxtart som först beskrevs av Karl Moritz Schumann och Kurt Krause, och fick sitt nu gällande namn av Auguste Jean Baptiste Chevalier. Tricalysia lasiodelphys ingår i släktet Tricalysia och familjen måreväxter.

## Underarter
Arten delas in i följande underarter:
- T. l. anomalura
- T. l. lasiodelphys